# L'Assassinat de l'évêque de Liège
L'Assassinat de l'évêque de Liège est un tableau réalisé par le peintre romantique français Eugène Delacroix en 1828 ou 1829. Cette huile sur toile représente une scène de Quentin Durward, roman historique de Walter Scott. Exposée au Salon parisien de 1831, elle est aujourd'hui conservée au musée du Louvre, à Paris.

## Création
Delacroix voyage en Angleterre de mai à août 1825, deux ans après la parution de Quentin Durward. Il se passionne alors pour la littérature britannique, en particulier pour Shakespeare et Walter Scott. Quentin Durward lui inspire plusieurs œuvres dont deux esquisses conservées :
- Le Sanglier des Ardennes, encre sur papier représentant le personnage de Guillaume de La Marck, 15 × 10,5 cm (vers 1827-1829), Paris, coll. particulière[1].
- Quentin Durward et le Balafré, esquisse (vers 1828-1829), musée des beaux-arts de Caen.

L'Assassinat de l'évêque de Liège, une huile sur toile, 91 × 116 cm (1829), Paris, musée du Louvre, est commandée par le duc d'Orléans, futur roi Louis-Philippe, qui en devient le propriétaire. Elle reste un certain temps exposée chez l'éditeur et marchand d'art Henri Gaugain avant d'être présentée au Salon de 1831.

## Description
La scène, tirée du chapitre XXII de Quentin Durward, représente l'assassinat de Louis de Bourbon, prince-évêque de Liège, par les hommes du chef de guerre Guillaume de La Marck, le « sanglier des Ardennes », pendant les guerres de Liège au XVe siècle. Alors que La Marck festoie dans la grande salle du palais épiscopal, l'évêque, amené captif, est menacé et injurié par les soldats et les rebelles liégeois : il rejette les propositions de La Marck et montre un maintien « entre celui d'un noble féodal et celui d'un martyr chrétien » avant d'être abattu par le boucher Nikkel, complice de La Marck.
La grande salle s'inspire de celles du palais de justice de Rouen et de Westminster Hall à Londres. Delacroix a composé son tableau en clair-obscur : la nappe blanche du banquet forme une tache éblouissante dans la demi-obscurité de la salle. Delacroix a dû reprendre son œuvre plusieurs fois pour arriver à ce contraste saisissant. Dans sa correspondance, il se montre inquiet : cette composition sera son Austerlitz ou son Waterloo. Il ne l'achève qu'une fois sûr d'avoir atteint son « Austerlitz ».

Cadre médiéval de L'Assassinat de l'évêque de Liège
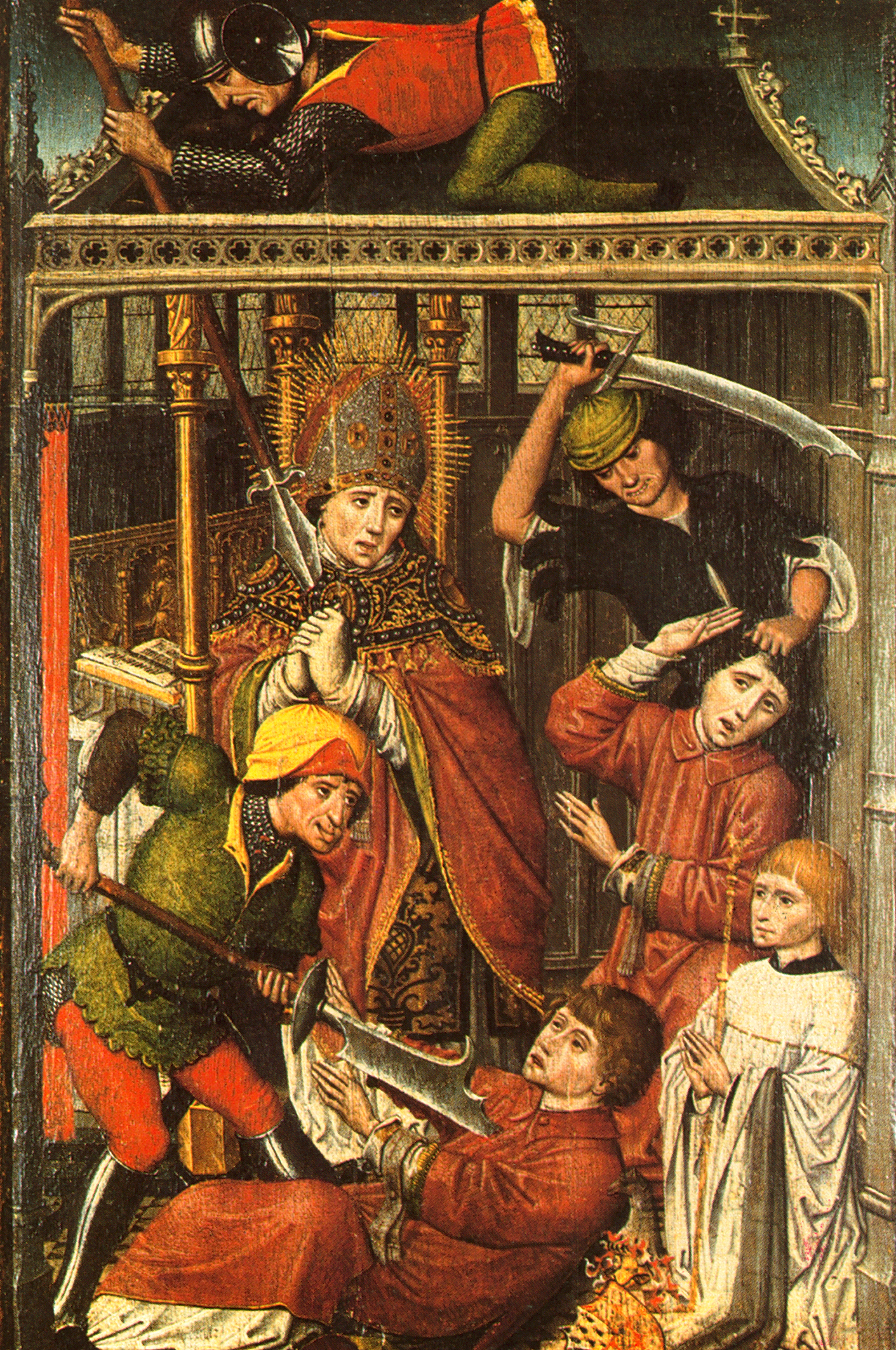
Le martyre de saint Lambert de Maastricht, patron de Liège, panneau peint par Henri Palude, Liège, fin du XVe siècle.
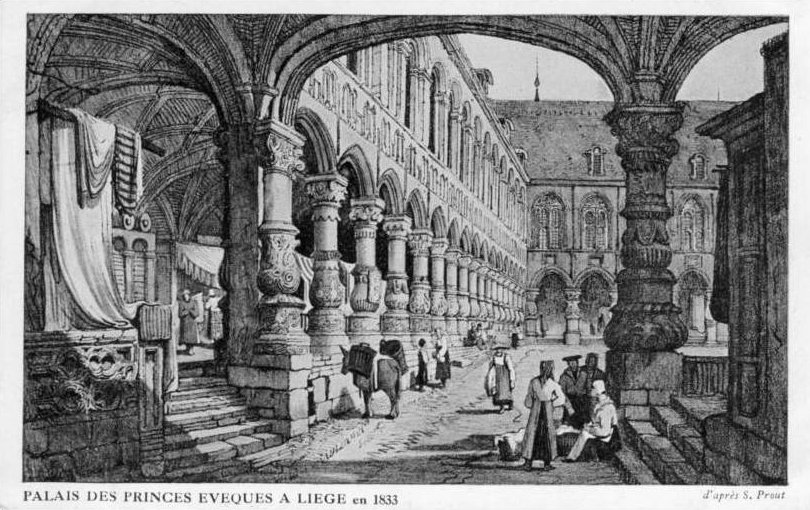
La cour du palais des princes-évêques de Liège, gravure de Jan Prout, 1833.
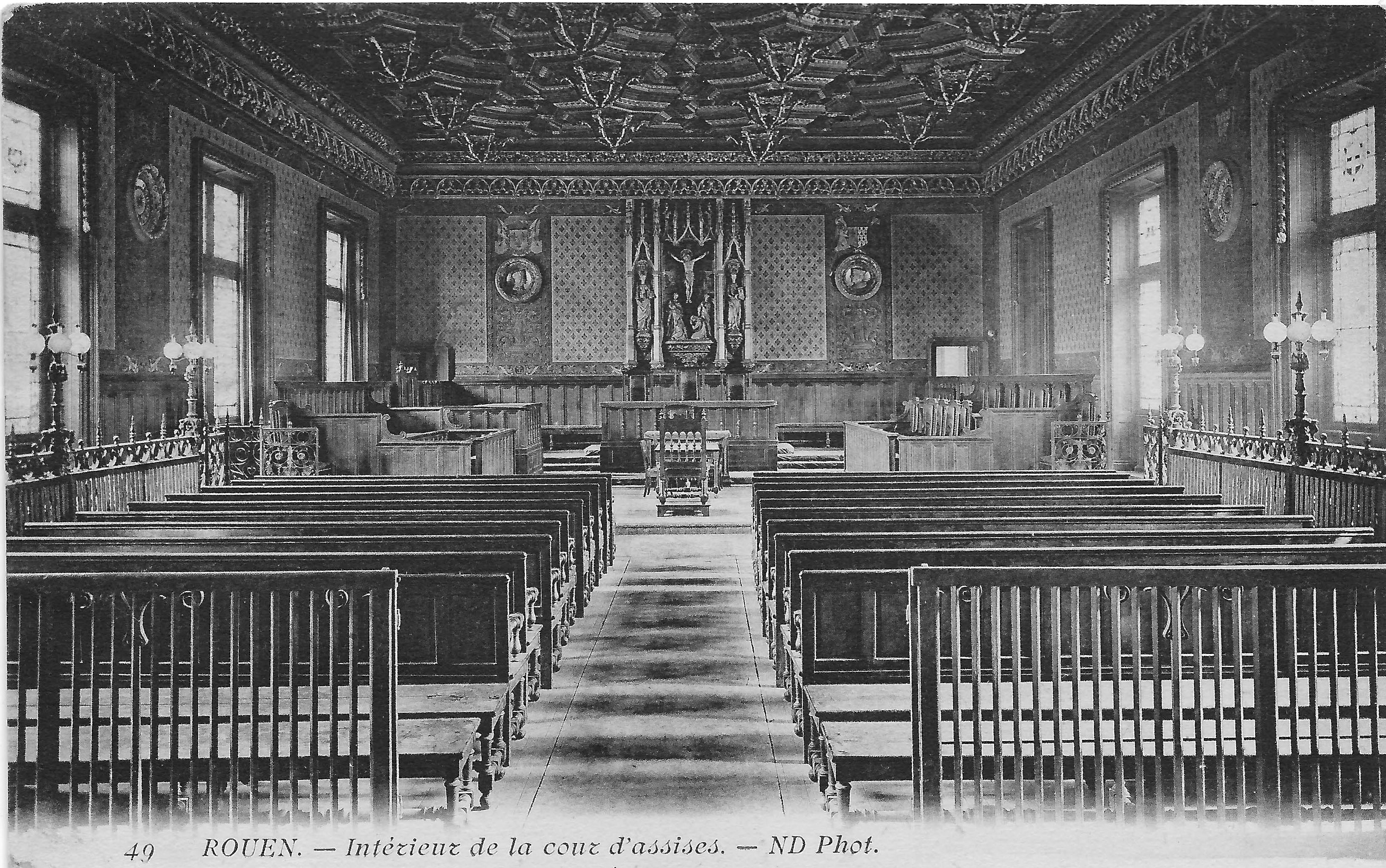
Grande salle du palais de justice de Rouen, carte postale, v.1900.

## Place dans l'œuvre de Delacroix
Le peintre s'inscrit dans la révolution romantique marquée par une prédilection pour les scènes ténébreuses et violentes, comme celles qu'il avait peintes dans La Mort de Sardanapale et L'Exécution du doge Marino Faliero. Il compose L'Assassinat de l'évêque de Liège dans la même période que Boissy d’Anglas tenant tête à l’émeute, qui montre pareillement une scène de violence révolutionnaire, et La Bataille de Nancy, également inspirée des guerres de la fin du Moyen Âge. Ces trois œuvres utilisent le clair-obscur. Boissy d'Anglas, comme L'Assassinat de l'évêque de Liège, dépeint une scène d'émeute dans une grande salle obscure dont le centre est occupé par une tache lumineuse, ici le drapeau tricolore brandi par les émeutiers.

Peinture romantique autour de L'Assassinat de l'évêque de Liège
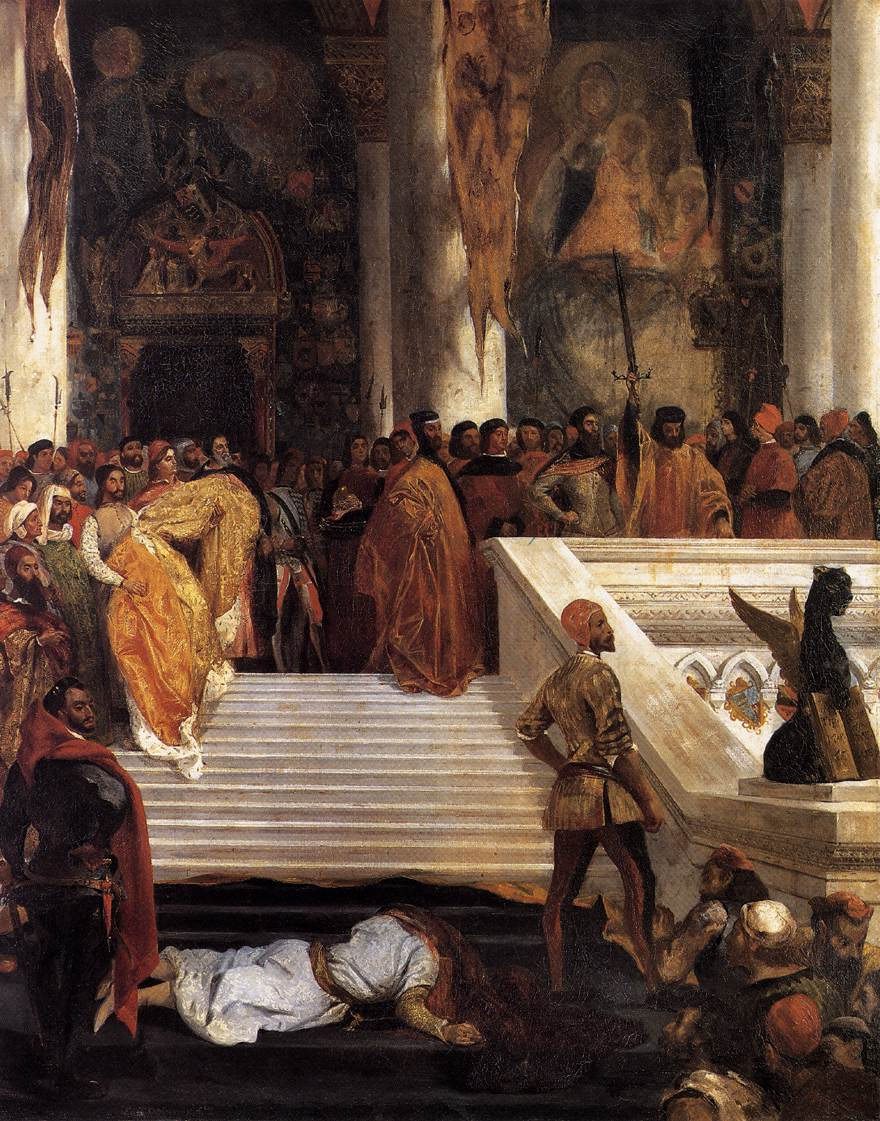
L'Exécution du doge Marino Faliero, par Eugène Delacroix, v.1826-1828.
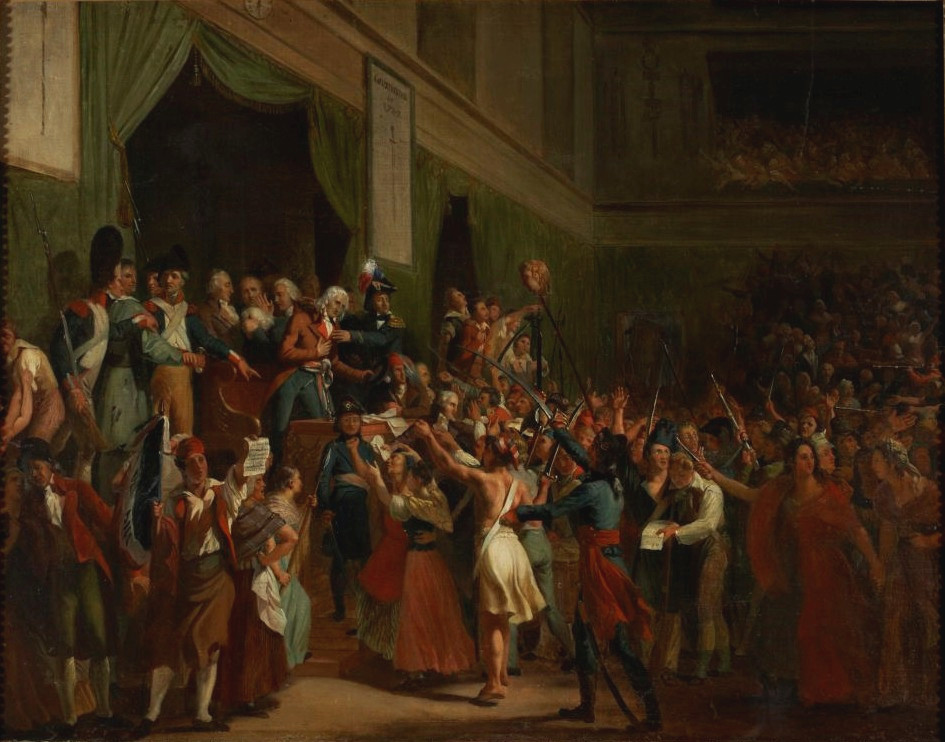
Boissy d'Anglas saluant la tête du député Féraud, le 1er prairial an III, toile de Charles Fournier des Ormes, 1831.
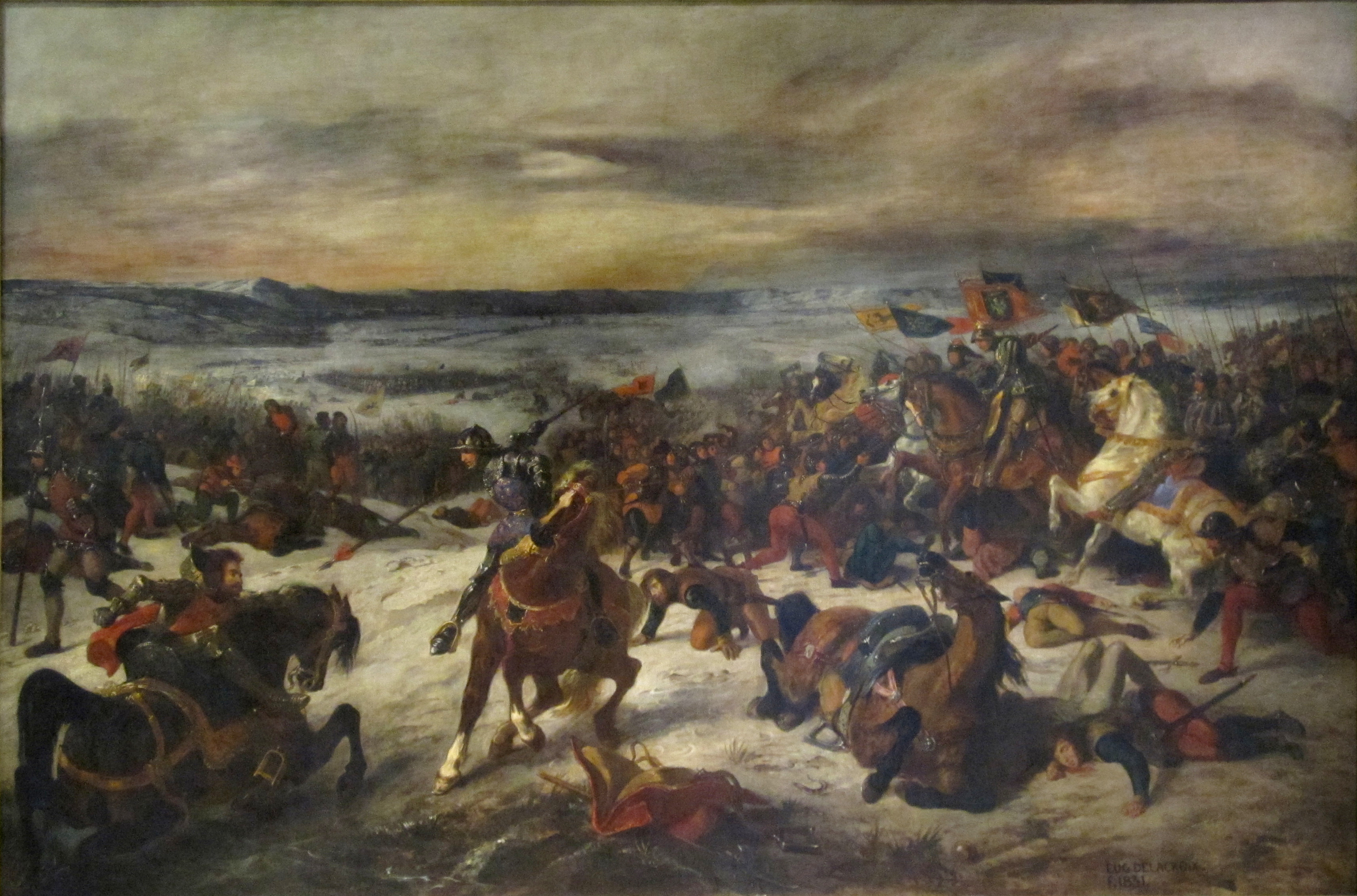
La Bataille de Nancy, par Eugène Delacroix, 1831.

## Accueil
Pour Étienne-Jean Delécluze, « cette petite toile hurle, vocifère, blasphème… on entend les chansons obscènes de cette soldatesque avinée. Quelles figures de brigands !… Quelle bestialité joviale et sanguinaire ! Comme cela fourmille et glapit, comme cela flamboie et pue ! »
Théophile Gautier s'enthousiasme : ce tableau, « pour le mouvement et la fureur de la composition, est un chef-d’œuvre inimitable, c’est un tourbillon peint, tout remue et tout se démène frénétiquement dans ce petit cadre, d’où il semble entendre sortir des mugissements et des tonnerres ; jamais on n’a jeté sur une toile une foule plus drue, plus fourmillante, plus hurlante et plus enragée […] Cette peinture est réellement tumultueuse et sonore ; on l’entend aussi bien qu’on la voit. »
Au contraire, la critique classique se déchaîne contre cette œuvre trop novatrice : 
Cette œuvre est considérée aujourd'hui « par son sujet comme son exécution fiévreuse, l’un des manifestes romantiques de Delacroix. »

## Expositions
- Salon parisien de 1831, Paris, 1831.